# 麒麟座T
麒麟座T，又名BD+07 1273，HD 44990、SAO 113845、HR 2310，是麒麟座的一颗恒星，视星等为5.98，位于銀經203.63，銀緯-2.55，其B1900.0坐标为赤經6h 19m 49s，赤緯+7° -2.55′ 25″。